# Pierre Grand
 (août 2022).
Pierre Grand est un homme politique français, né le 30 août 1769 à Saint-Affrique (Aveyron) et mort le 2 juin 1840 à Montpellier.

## Biographie
Il exerçait la profession de négociant.

## Mandats
- Député du Gard (1815)

## Sources
- « Pierre Grand », dans Adolphe Robert et Gaston Cougny, Dictionnaire des parlementaires français, Edgar Bourloton, 1889-1891 [détail de l’édition]